# Tomopteris mariana
Tomopteris mariana är en ringmaskart som beskrevs av Richard Greeff 1885. Tomopteris mariana ingår i släktet Tomopteris och familjen Tomopteridae. Inga underarter finns listade i Catalogue of Life.